# Beauty Never Lies
Chansons représentant la Serbie au Concours Eurovision de la chanson
Ljubav je svuda
(2013) Goodbye (Shelter)
(2016)
Beauty Never Lies (en français « La beauté ne ment jamais ») en serbe, « Цео свет је мој » (Ceo svet je moj) est la chanson de Bojana Stamenov qui représente la Serbie au Concours Eurovision de la chanson 2015 à Vienne.
Le 21 mai 2015, lors de la 1re demi-finale, elle termine à la 9e place avec 63 points et est qualifiée pour la finale le 23 mai 2015, au cours de laquelle elle termine à la 10e place avec 53 points.